# Tascuna ignota
Tascuna ignota är en nattsländeart som beskrevs av Arturs Neboiss 1975. Tascuna ignota ingår i släktet Tascuna och familjen Oeconesidae. Inga underarter finns listade i Catalogue of Life.